# フォンテAKITA
フォンテAKITA（フォンテアキタ）は、秋田県秋田市に所在するショッピングセンターである。

## 概要

### イトーヨーカドー秋田店を核店舗に開業

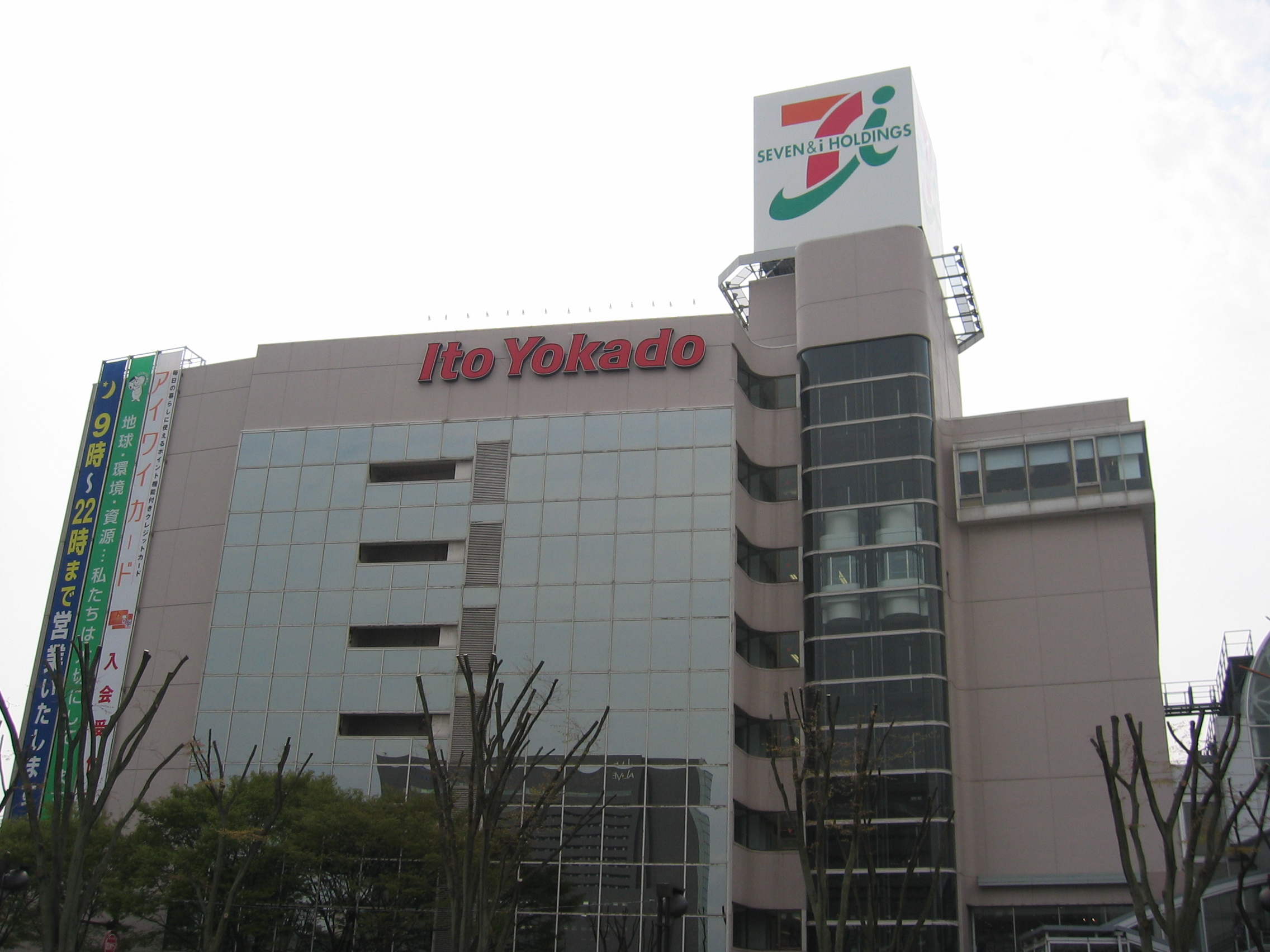
イトーヨーカドー秋田店時代の外観（2007年5月3日撮影）

久しく近代化が望まれていた秋田駅前地区における再開発事業の第一弾として建設された「秋田ショッピングセンター」に、1980年（昭和55年）11月20日、イトーヨーカドー秋田店を核店舗にそのほか地元テナント80店が入居してオープンした。続いて、1984年（昭和59年）4月27日、隣接する旧仙台高裁秋田支部跡地に建設された「秋田中央ビルディング」の下層階にほんきん西武（現：西武秋田店）と地元テナントが開業する。これらに先立って、1974年（昭和49年）5月には、「なかよしビル」にジャスコ秋田店（現：秋田オーパ）も開業しており、3つの大型店が集積することで、秋田駅前は回遊性が高まり活況を呈した。
しかし、1992年（平成4年）をピークにイトーヨーカドー秋田店の売上は減少。2005年（平成17年）9月、イトーヨーカ堂は秋田店の撤退を検討していることが明らかとなる。この時は翌年に入り、一旦、営業の継続が決定されたが、2010年（平成22年）1月、同社は再び撤退の方針を示し、10月11日を以て秋田店は閉店した。

### フォンテAKITAにリニューアル
閉店後、建物はリニューアル工事に入り、12月1日、商業施設名を「フォンテAKITA」に改称して営業を再開、翌2011年（平成23年）4月1日には約60店舗がフルオープンしている。
食品フロア
中核となる地下1階食品フロアには、セブン&アイ・ホールディングス傘下の高級食品スーパー、シェルガーデンが東北初となる「ザ・ガーデン自由が丘・西武」をオープンし、2013年（平成25年）からは、西武秋田店が運営を引き継いだ。しかし、2019年（令和元年）10月にセブン&アイHDが発表したグループの事業構造改革で、西武秋田店は売場面積を縮小するすることになり、「賃料などコストがかかり、採算がとれなかった」（そごう・西武社長室）を理由に、「ザ・ガーデン自由が丘・西武」は、2021年（令和3年）2月末で閉店した。
後継テナントとして、4月27日、秋田市内を中心にスーパーを展開する「ナイス」が「ナイス フォンテAKITA店」を出店した。これまで道路に面した独立店での出店形態を採ってきた同社としては初のビル内店舗となり、周辺で相次ぐマンション開発等を追い風に、来店客に単身者や高齢者世帯が多いと見込み、野菜のばら売りやカット販売といった小容量の商品や手軽に食べることができる総菜の販売に力を入れる方針。

## 施設
秋田駅とは2階の「秋田駅東西連絡自由通路」（愛称：ぽぽろーど）で直結するほか、秋田駅西地下自転車駐輪場及び秋田中央ビルディングとは地下通路で連絡する。屋上は遊園地として開放されていたが、のちに閉鎖となった。

## 沿革
- 1978年（昭和53年）
  - 2月8日 - 秋田駅前南地区市街地再開発組合が設立認可。
  - 2月10日 - 建設着工。
  - 4月28日 - 株式会社秋田ショッピングセンターが設立。
- 1980年（昭和55年）
  - 11月15日 - 完工。
  - 11月22日 - イトーヨーカドー秋田店を核店舗として「秋田ショッピングセンター」オープン。
- 1989年（昭和64年/平成元年）
  - 1月7日 - 昭和天皇崩御に伴い、イトーヨーカドー秋田店では販促用のぼりを全部外し、玄関のポスターを黒色で囲んだ追悼のものに張り替えると共に、男性店員は黒ネクタイ、女性店員は黒リボンを着用[8]。
  - 2月26日 - 5階に「交通公社トラベランド秋田イトーヨーカドー内旅行サービス店」がオープン[9]。
- 2000年（平成12年）7月29日 - 秋田駅東西連絡自由通路「ぽぽろーど」全面開通に伴い、2階ぽぽろーど口を開設。
- 2005年（平成17年）
  - 9月26日 - イトーヨーカ堂が秋田店を閉店対象として検討していることが判明。
  - 11月17日 - 寺田典城知事がイトーヨーカ堂本社を訪れ、秋田店の存続を要望。
- 2006年（平成18年）2月2日 - イトーヨーカ堂が秋田店の営業継続を決定。
- 2008年（平成20年）
  - 10月26日 - 5階「子ども図書館」が閉館[10]。
  - 11月1日 - 営業時間を短縮する。
- 2010年（平成22年）
  - 1月15日 - イトーヨーカ堂牧野英夫執行役員が穂積志市長にイトーヨーカドー秋田店の撤退方針を伝える。
  - 10月11日 - イトーヨーカドー秋田店が閉店[11]。
  - 10月12日 - 11月30日 - 改装工事のため全館休業。
  - 11月30日 - 「ザ・ガーデン自由が丘・西武」内覧会を開催[5]。
  - 12月1日 - 商業施設名を秋田ショッピングセンターからフォンテAKITAに改称。リニューアルオープン[3]。
- 2011年（平成23年）
  - 2月24日 - 第2期オープンとして、秋田ロフトなど8店舗がオープン[12]。
  - 4月1日 - フォンテAKITA、グランドオープン[13]。
- 2015年（平成27年）4月4日 - 6階に「あきた文化交流発信センター」オープン[14]。
- 2017年（平成29年）5月20日 - 「アニメイト秋田」が緑屋ビルから移転し、地下1階にオープン。
- 2019年（平成31年/令和元年）
  - 2月21日 - 1階に「セブン-イレブン フォンテ秋田店」がオープン。
  - 5月26日 - 7階「ファミール秋田店」が閉店。
- 2020年（令和2年）6月25日 - 7階「パルルやちよ」が閉店[15]。
- 2021年（令和3年）
  - 2月28日 - 地下1階「ザ・ガーデン自由が丘・西武」が閉店[16][17]。
  - 4月27日 - 地下1階に「ナイス フォンテAKITA店」がオープン[7]。
- 2022年（令和4年）9月2日 - 宮脇書店秋田本店にて、直木賞作家今村翔吾のサイン会を開催[18]。
- 2023年（令和5年）12月20日 - カプセルトイショップVELOCITY秋田店オープン。
- 2024年（令和6年）6月26日 - 午前7時20分ごろ、警備員が地下にあるポンプ室から煙が出ているを見付け、消防に通報。40分後に消火し、ポンプ室の床の一部を焼く。フォンテ秋田は通常通りの営業[19]。

## フロア
| 階 | テナント |
| -- | --- |
| 7  | 秋田カルチャースクール 駅前校、インターフェイス、あきた 腎･膠原病･リウマチクリニック、秋田血管外科クリニック                                                                                                |
| 6  | あきた文化交流発信センター、秋田市立中央図書館明徳館文庫市民学習スペース、美大サテライトセンター、秋田市子ども広場、情報発信コーナー、秋田市立中央図書館明徳館フォンテ文庫                                  |
| 5  | 宮脇書店秋田本店 |
| 4  | 遠藤歯科クリニック、かんなり堂薬局フォンテ店、ベルエポック秋田店、武田印房、ビューティーサロンシャトー、クラフトパーク、いおりクリニック、セリアフォンテAKITA店、ペニーポット                               |
| 3  | オアシス（Lサイズ）、モジュレーション、カトレアフォンテAKITA店、未来、きものの苑高坂秋田店、都屋、舶来屋、ニューライフ カネタ、コニシフォンテ店                                                             |
| 2  | タリーズコーヒーフォンテAKITA店、サーティワンアイスクリーム、金萬、秋田ロフト、アクセサリーズキャロル秋田店、Alright、Treehouse、Can I Dressy、A BOMBER AKITA、VELOCITY秋田                                 |
| 1  | 秋田駅前チャンスセンター、プリモカワカミ、モリタ、ミックス・オー / ヒラトク、セプドール、ing(イング)、東京靴流通センター、イチマルゴ、香、キューブシュガー、leaf de cat、ポーラるーとショップフォンテ秋田店 |
| B1 | ナイスフォンテAKITA店、ミッキーのクリーニング、ラ･ママン8･8 / よね家 / CAFE DE NON、ユニライフ / 高齢者住宅情報プラザ、しゅん旬、リフォームランド、アニメイト秋田                                           |